# Fimbulgräs
Fimbulgräs (Puccinellia vahliana) är en gräsart som först beskrevs av Frederik Michael Liebmann, och fick sitt nu gällande namn av Frank Lamson Scribner och Elmer Drew Merrill. Enligt Catalogue of Life ingår Fimbulgräs i släktet saltgrässläktet och familjen gräs, men enligt Dyntaxa är tillhörigheten istället släktet saltgrässläktet och familjen gräs. Arten har ej påträffats i Sverige. Inga underarter finns listade i Catalogue of Life.